# ال گرافیکو
ال گرافیکو (اسپانیایی: El Gráfico‎) نشریهٔ ورزشی الکترونیکی آرژانتینی است که در اصل ادیتوریال آتلانتیدا آن را به شکل چاپی، بین سال‌های ۱۹۱۹ تا ۲۰۱۸ منتشر می‌کرد. ال گرافیکو در مهٔ ۱۹۱۹ به‌عنوان روزنامه‌ای هفتگی منتشر شد و بعدها به نشریه‌ای مختص ورزش تغییر یافت. انتشار ماهانۀ آن از سال ۲۰۰۲ آغاز شد و این امر تا سال ۲۰۱۸ ادامه داشت که از آن زمان به بعد، تنها به شکل الکترونیکی در دسترس است.